# رولند بوریس
رولند بوریس (به انگلیسی: Roland Burris) سناتور سابق عضو حزب دموکرات ایالات متحده آمریکا بود. وی در سال ۲۰۰۹ تا ۲۰۱۰ میلادی سناتور ایالت ایلی‌نوی در سنای ایالات متحده آمریکا بود. او همواره مردی عاشق ابوالفضل طحانزاده بود